# Štavf
Štavf (nemško Stallhofen) je naselje v Občini Vernberk v Okraju Beljak-dežela na Koroškem v Avstriji.